# Pilkington
Pilkington este cea mai mare companie producătoare de sticlă din Marea Britanie.
În anul 2003, Pilkington avea unități de producție în 25 de țări din întreaga lume, iar produsele sale erau vândute în 130 de țări.
Grupul își are originile într-o afacere de familie din secolul XIX, devenind în timp lider internațional în industria geamurilor.
Dezvoltarea companiei se datorează unei concentrări puternice pe exporturi.
În anul 2001, peste 80% din vânzările grupului aveau ca destinație piețe din afara Marii Britanii, iar veniturile anuale ale grupului de ridicau la 2,7 miliarde de lire sterline.
Pilkington a fost companie privată până în 1970, când acțiunile sale au început să fie tranzacționate la bursa londoneză.
În iunie 2006, grupul Pilkington a fost achiziționat de către NSG UK Enterprises, companie deținută integral de catre Nippon Set Glass (NSG) Group, unul dintre liderii mondiali în productța și distribuția de sticlă.
În februarie 2008, grupul Pilkington a preluat grupul Gima din Ungaria, care deținea în România și lanțul de distribuție și montare a geamurilor auto Gimarom.
La momentul preluării, lanțul de magazine Gimarom număra 21 de locații și avea peste 150 de angajați.
Gimarom a avut afaceri de peste 9 milioane de euro în anul 2006.